# 12426 Racquetball
12426 Racquetball eller 1995 VL2 är en asteroid i huvudbältet som upptäcktes den 14 november 1995 av AMOS-projektet vid Haleakalā-observatoriet. Den är uppkallad efter sporten Racquetball.